# Park stanowy Starved Rock

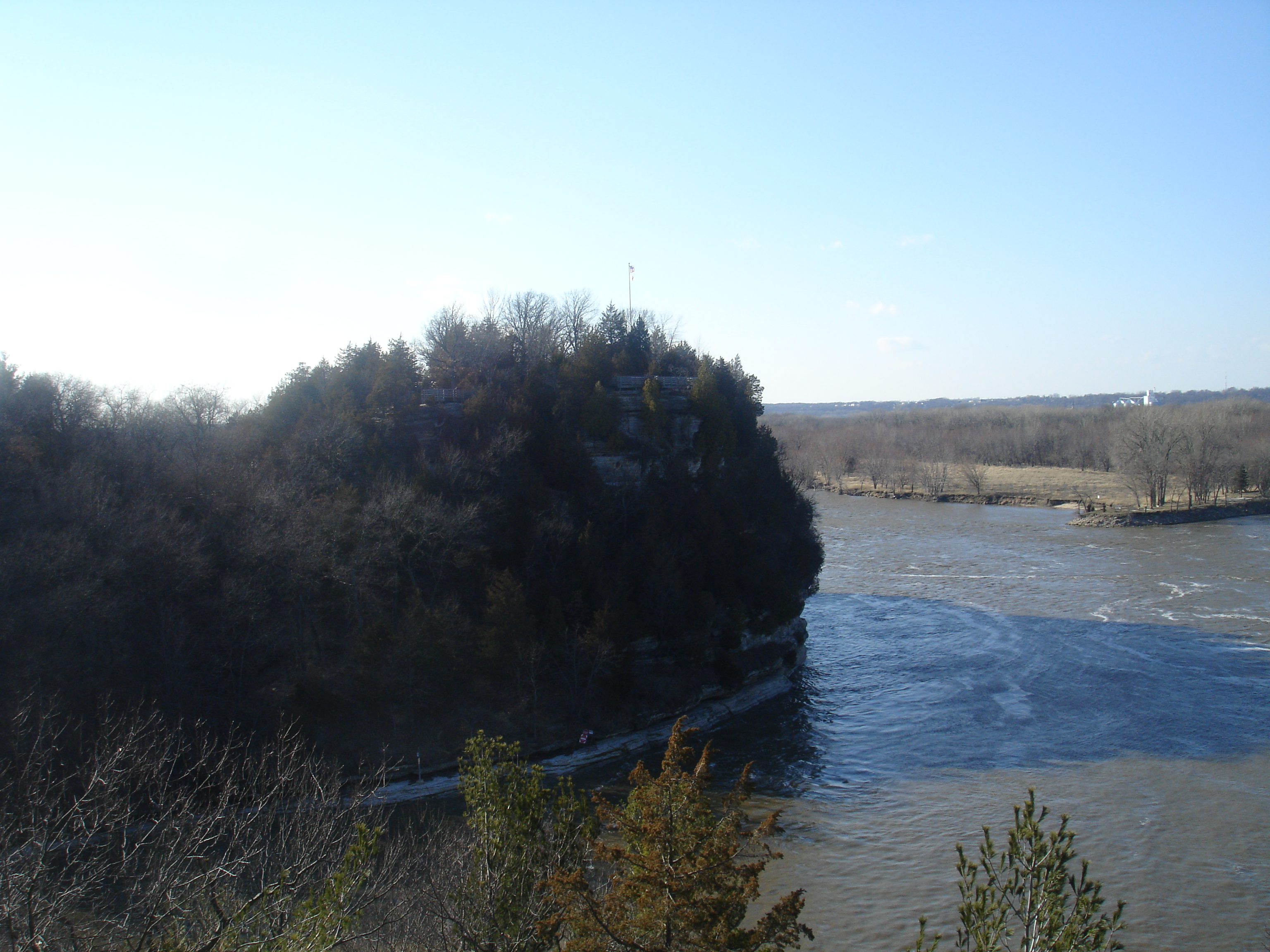
Starved Rock

Park stanowy Starved Rock (ang. Starved Rock State Park) – położony jest nad rzeką Illinois w gminie Utica w hrabstwie LaSalle w północnej części stanu Illinois i obejmuje obszar 2630 akrów (1 064 hektarów) wysokich, stromych, zbudowanych z piaskowca skał o beczkowatym w większości kształcie, pomiędzy którymi wody opadowe i liczne strumienie powycinały w ciągu milionów lat 18 głębokich kanionów. Na terenie parku znajdują się trzy szlaki wycieczkowe o łącznej długości 19 km. Porowata skała łatwo przepuszcza wodę, co przyczynia się do bujnej wegetacji na dolnych stokach, które są ostoją licznego ptactwa (z dzikimi indykami i orłami na czele) i zwierzyny, jak jelenie, bobry i piżmowce. Wody rzeki Illinois obfitują w wiele gatunków ryb jak sumy, szczupaki, karpie i zębacze. W plebiscycie zorganizowanym wiosną 2007 roku został wybrany jednym z siedmiu cudów stanu Illinois.

## Historia
Ludzie pojawili się w tym rejonie w co najmniej ósmym tysiącleciu p.n.e. Najlepiej poznanym i najliczniejszym ludem tubylczym byli Indianie Kaskaskia należący do grupy plemiennej Illiniwek, którzy mieszkali tu od XVI do połowy XVII wieku n.e. w liczbie 5–7 tysięcy osób. Ich wioski znajdowały się nad brzegiem rzeki Illinois, naprzeciwko dzisiejszego parku.
W roku 1673 francuscy badacze dorzecza Missisipi Louis Jolliet i Jacques Marquette przepływali tędy, szukając drogi do jeziora Michigan. O. Marquette (jezuita) powrócił tu w dwa lata później i założył pierwszą misję katolicką wśród Indian Kaskaskia – Immaculate Conception. W roku 1682 Francuzi na szczycie najwyższej ze skał wznieśli Fort St. Louis, ale pod naciskiem coraz liczniejszych oddziałów Irokezów współdziałających z Anglikami, na początku XVIII wieku odeszli w okolice dzisiejszej Peorii, gdzie zbudowali duży fort o nazwie Pimitoui. Fort St. Louis obsadzili traperzy i handlarze.
W roku 1720 skały nie były już zamieszkane, a resztki fortu zniknęły.
14 marca 1960 roku trzy kobiety zostały zamordowane na terenie parku, w tzw. St. Louis Canyon. Jeden z pracowników parku, Chester Weger, przyznał się w śledztwie do obrabowania i zabicia wszystkich trzech, ale przed sądem odwołał zeznania jako wymuszone. Odwołanie nie zostało uwzględnione i obecnie odbywa on karę dożywocia. Kilkakrotnie obrona próbowała ponownie otworzyć sprawę zarzucając błędy proceduralne, ale wyrok, oparty na poszlakach, został utrzymany w mocy.

## Pochodzenie nazwy
Starved Rock można przetłumaczyć jako zagłodzona skała lub skała zagłodzonych. Indiańska legenda mówi, że około roku 1760 Pontiac, wódz Ottawów, został zamordowany przez grupę Illiniweków podczas międzyplemiennych obrad na południu dzisiejszego stanu Illinois. Ottawowie postanowili pomścić swego wodza, co doprowadziło do wojny. Oddział Potawatomich (sprzymierzeńców Ottawów) otoczył wówczas sprawców zbrodni na jednej ze skał dzisiejszego parku i trzymał ich w oblężeniu tak długo, aż wszyscy wymarli z głodu. Stąd wzięła się nazwa skały, a po roku 1911 – całego parku.

## Oferta dla turystów

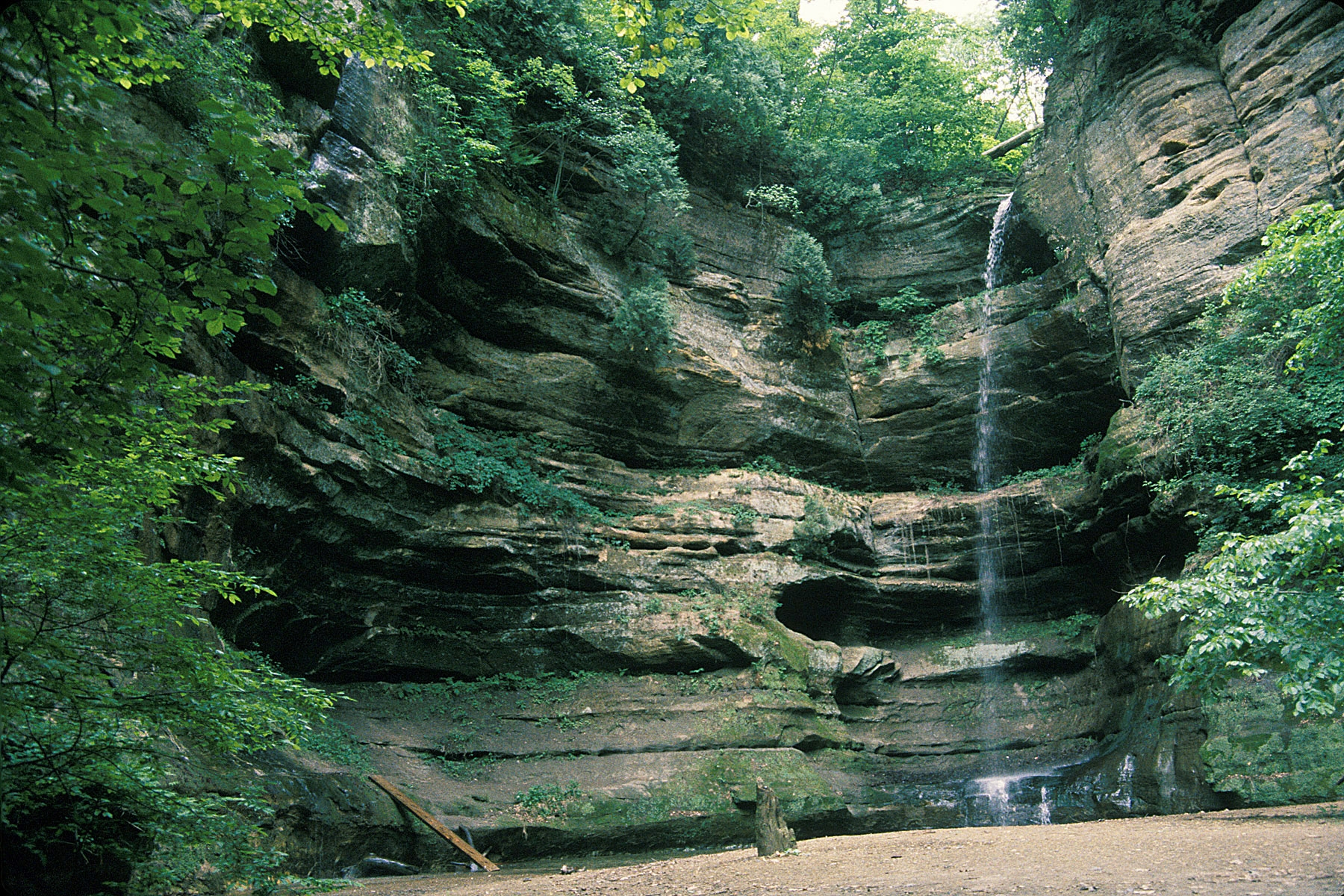
Wodospad w wąwozie French Canyon

Park oferuje przyjezdnym wiele atrakcji od dobrze oznakowanych szlaków pieszych, poprzez sporty motoro-wodne i wędkarstwo, po łowiectwo (w listopadzie, kiedy to szlaki są zamknięte dla bezpieczeństwa turystów) i narciarstwo na niektórych stokach. Bazę noclegową stanowi luksusowy hotel z 72 pokojami i 22 komfortowo wyposażonymi domkami z bali. Hotel posiada kryty basen z brodzikiem dla dzieci, saunę i zewnętrzny taras do kąpieli słonecznych. Na terenie hotelu znajduje się restauracja i sklep z pamiątkami.
Zaplecze noclegowe stanowi ponadto pole kempingowo-namiotowe ze 133 stanowiskami zaopatrzonymi w elektryczność, kabiny prysznicowe i toalety z bieżącą wodą. Na terenach kempingowych znajduje się też sklepik zaopatrzony w drewno na ogniska, butle z gazem, lód, oraz automaty z napojami gazowanymi.
W wydzielonych miejscach znajdują się też miejsca piknikowe ze stołami, rusztami do grillowania, wodą pitną i toaletami. Zasadą korzystania ze stanowisk piknikowych jest: kto pierwszy ten lepszy. Spożywanie alkoholu jest zabronione w okresie od 1 stycznia do 31 maja, a na szlakach zakaz obowiązuje przez cały rok.

### Dojazd
- Z okolic Chicago: autostradą I-294 lub I-355 na południe do I-55. I-55 na południe do I-80 i na zachód 45 mil do zjazdu #81 (Utica). Stąd 3 mile na południe kierując się drogowskazami do parku.
- Z południa: I-39 na północ do zjazdu #48 (Tonica), następnie na wschód (ok. 5 mil) do styku z Rt. 178, dalej na zachód kierując się drogowskazami.